# Löparakademin
Löparakademin är en ideell förening som med idrott som främsta redskap arbetar med individ och områdesutveckling i Sveriges miljonprogramsområden. Föreningen bildades i Stockholmsförorten Husby 2009  men har därefter utökat verksamheten till hela Stockholmsområdet samt även i Göteborg , Malmö, Uppsala , Jönköping och Västerås. Löparakademins kärnverksamhet är ett program för högstadieungdomar där deltagarna genom träning, mentorskap och workshops får verktyg att sätta upp och nå personliga mål. Föreningen arrangerar även motionslopp och andra evenemang i förortsmiljö, exempelvis Kistaloppet , Skärholmsloppet  och Think Big Lectures .